# Quai François Mitterrand (Paris)
Der Quai François Mitterrand ist ein Kai am Seineufer im 1. Arrondissement von Paris.

## Lage
Der Kai beginnt an der Avenue du Général Lemonnier und endet an der Rue de l’Amiral de Coligny. Er führt damit an der Südseite des Louvre entlang. Die Straße führt als Einbahnstraße von West nach Ost.

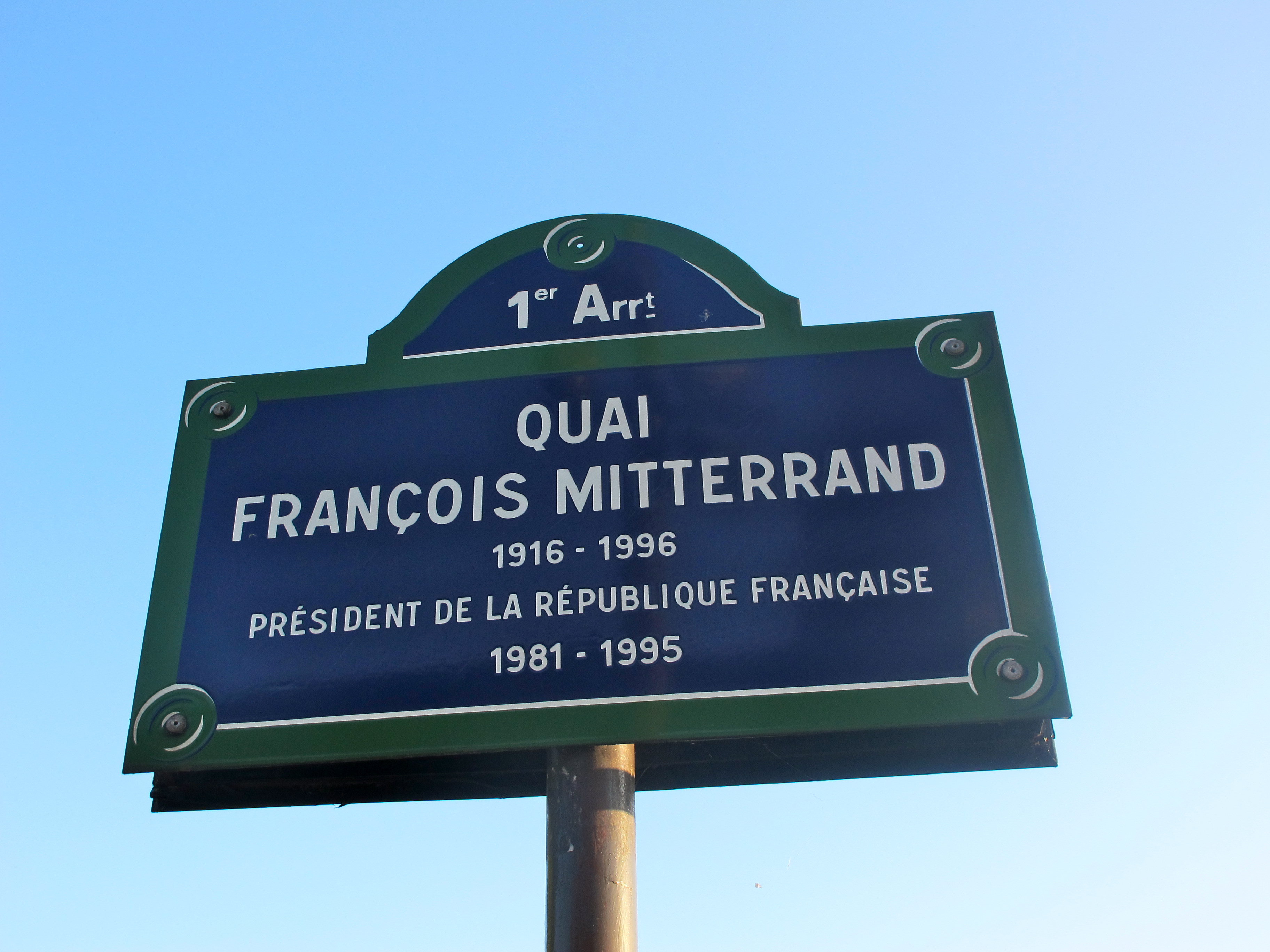
Straßenschild
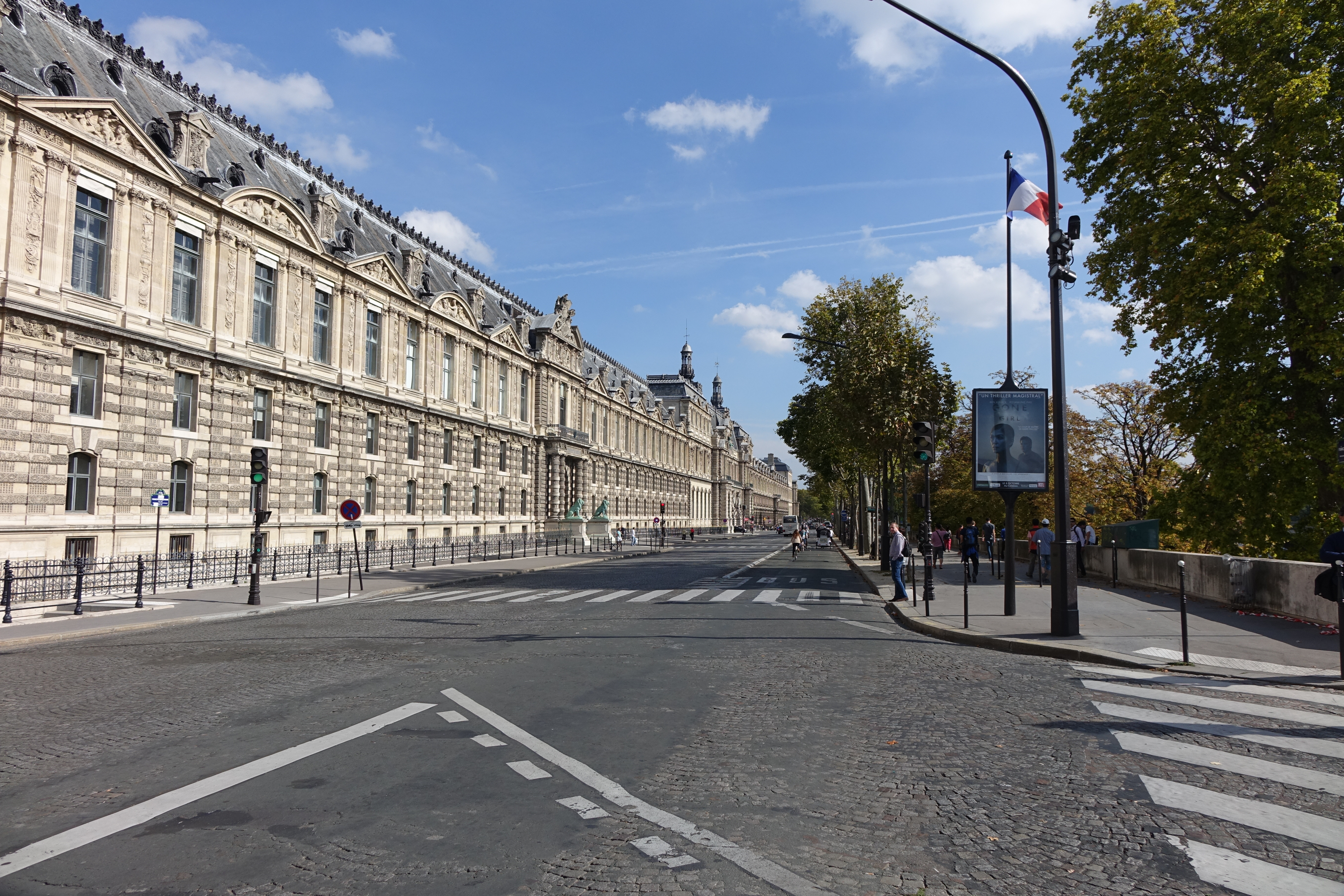
Der Kai 2014
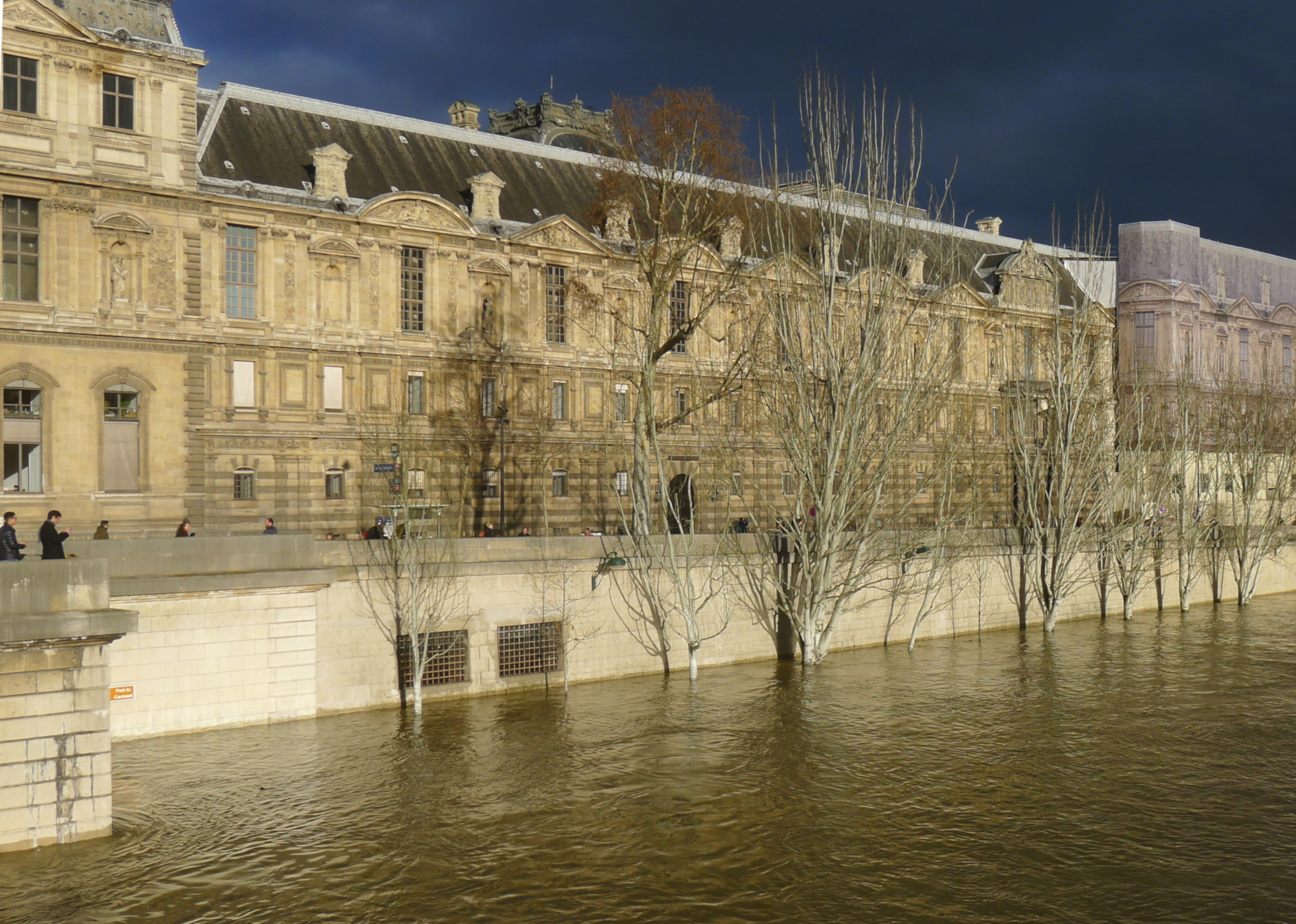
Das Ufer der Seine

## Namensursprung
Die Straße ist nach François Mitterrand (1916–1996) benannt, der von 1981 bis 1995 französischer Präsident war.

## Geschichte
Die Namensgebung erfolgte auf Beschluss der Stadtverwaltung vom 8. Juli 2003; es wurde jeweils ein Teil des Quai des Tuileries und des Quai du Louvre umbenannt.